# Lijst van Belgische deelnemers aan de Paralympische Winterspelen 1984
Deze lijst van Belgische deelnemers aan de Paralympische Winterspelen 1984 in Innsbruck. geeft een overzicht van de sporters die zich hebben gekwalificeerd voor de Spelen.
| Paralympiër      | Sport                  | Onderdeel                                                             | Ervaring   |
| ---------------- | ---------------------- | --------------------------------------------------------------------- | ---------- |
| Pierre de Coster | Alpineskiën Langlaufen | Afdaling Klasse B2 10 km Klasse B2                                    | 2de Spelen |
| Willy Mercier    | Alpineskiën            | Afdaling Klasse B1 Reuzenslalom Klasse B1 Alpine-combinatie Klasse B1 | 2de Spelen |
| Luc Kerremans    | Alpineskiën            | Reuzenslalom Klasse LW2 Slalom Klasse LW2                             | Debutant   |